# 吴桂英 (1966年)
吴桂英（1966年2月—），女，汉族，河北唐山人，中华人民共和国政治人物。研究生学历，哲学博士学位，研究员、高级经济师。现任中共湖南省委常委、长沙市委书记，长沙警备区党委第一书记。

## 生平
1984年9月至1988年9月，在中国政法大学经济法系国际经济法专业学习，先后获学士，硕士学位。1987年4月加入中国共产党。1990年2月参加工作，在北京南郊牛奶公司担任经营科法律顾问。
1991年4月至2001年11月，在北京市工商局工作，先后任法制处科员，副主任科员，主任科员，法制处副处长，处长，机场分局局长。2001年11月起，调任北京市计划委员会及其继任机构发展改革委员会担任副主任，直到2008年5月。
2008年5月任北京市朝阳区委常委，副区长，9月起兼任北京商务中心区管委会主任和北京市CBD金融商会会长。2012年7月任北京市朝阳区委副书记、代区长。。11月，正式当选为朝阳区长。。2015年9月，继程连元后任朝阳区委书记。
2018年1月17日，转任湖南省副省长，成为连续第七位外调的朝阳区委书记。2021年2月，任湖南省委常委、长沙市委书记。
2023年5月，因在推进安全生产工作中领导不力，造成特别重大生产安全责任事故，产生不良影响而被问责，经中央批准，被党内警告处分。